# 阿滕多恩
阿滕多恩是德国北莱茵-威斯特法伦州的一个市镇。总面积97.95平方公里，总人口24637人，其中男性12225人，女性12412人（2011年12月31日），人口密度252人/平方公里。